# Rasbora kluetensis
Rasbora kluetensis är en fiskart som beskrevs av Lumbantobing 2010. Rasbora kluetensis ingår i släktet Rasbora och familjen karpfiskar. Inga underarter finns listade i Catalogue of Life.